# Bobea timonioides
Bobea timonioides är en måreväxtart som först beskrevs av Joseph Dalton Hooker, och fick sitt nu gällande namn av Wilhelm B. Hillebrand. Bobea timonioides ingår i släktet Bobea och familjen måreväxter. IUCN kategoriserar arten globalt som starkt hotad. Inga underarter finns listade i Catalogue of Life.